# Graderia fruticosa
Graderia fruticosa är en snyltrotsväxtart som beskrevs av Isaac Bayley Balfour. Graderia fruticosa ingår i släktet Graderia och familjen snyltrotsväxter. Inga underarter finns listade i Catalogue of Life.